# Komatsu Kenta
Kenta Komatsu (sinh ngày 9 tháng 1 năm 1988) là một cầu thủ bóng đá người Nhật Bản.

## Sự nghiệp câu lạc bộ
Kenta Komatsu đã từng chơi cho Matsumoto Yamaga FC.